# ديغبي بيرسون
ديغبي بيرسون (بالإنجليزية: Digby Pearson)‏ هو عازف قيثارة بريطاني، ولد في 1962.

## وصلات خارجية
- ديغبي بيرسون على موقع ميوزك برينز (الإنجليزية)
- ديغبي بيرسون على موقع أول ميوزيك (الإنجليزية)
- ديغبي بيرسون على موقع ديسكوغز (الإنجليزية)